# Visitador

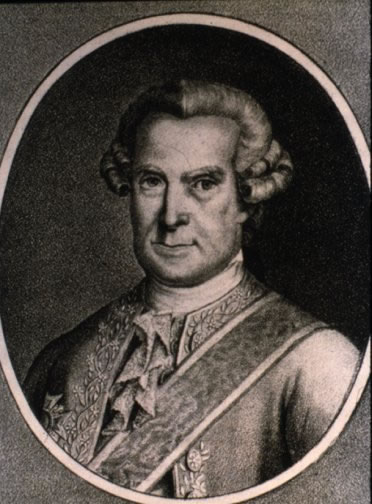
José de Gálvez fut Visitador en Nouvelle-Espagne de 1764 à 1772.

Le Visitador (inspecteur en espagnol) est un personnage important et influent du royaume de Castille puis des institutions anciennes espagnoles chargé par le roi d'inspecter l'administration de la justice, des finances, l'état des routes et de ponts, et d'autres aspects de la gestion du royaume.
Le visitador relevait du Conseil des Indes.
Un des plus célèbres visitadores fut José de Gálvez, qui officia en Nouvelle-Espagne de 1764 à 1772, établissant l'institution de l'intendance.
El Visitador (es) est un roman de l'écrivain guatémaltèque José Milla y Vidaurre publié en 1868, où le visitador don Juan de Ibarra est le personnage central de l'action se déroulant au XVIe siècle.